# Sergueï Navolokine
Sergueï Anatolievitch Navolokine (Наволокин Сергей Анатольевич), né le 13 octobre 1963, est un coureur cycliste soviétique, dont l'activité au niveau international se situe au début des années 1980. En 1983, il conquiert avec l'équipe de l'Union soviétique le titre de champion du monde des 100 km contre-la-montre par équipes. Il est âgé de 20 ans

## Palmarès
- 1980
  -  Médaillé de bronze du championnat du monde sur route juniors
- 1981
  -  Médaillé d'argent du championnat du monde du contre-la-montre par équipes juniors (avec Nikolaï Krivocheev, Aiguirdas Chneka et Rinat Nourdinov)
- 1983
  -  Champion du monde des 100 km contre-la-montre par équipes (avec Youri Kachirine, Oleh Petrovich Chuzhda et Alexandre Zinoviev)
  - 2e étape du Tour de Basse-Saxe
- 1984
  -  Champion d'Union soviétique des 100 km contre-la-montre par équipes  (avec Sergueï Voronine, Evgeni Korolkov et Viktor Klimov)
  - 1re étape du Tour de Basse-Saxe
  - 2e du contre-la-montre par équipes des Jeux de l'Amitié (avec Alexandre Zinoviev, Evgeni Korolkov et Assiat Saitov)[2]